# カドタメクラチビゴミムシ
カドタメクラチビゴミムシ（Ishikawatrechus intermedius）は、コウチュウ目（鞘翅目）オサムシ科ツヤメクラチビゴミムシ属に属する昆虫である。環境省レッドリスト2020では絶滅（環境省レッドリスト）に指定されているが、Sugaya et.al (2017) により再発見された。高知県レッドデータリスト2018では絶滅危惧I類（CR+EN）に指定されている。
唯一の生息地であったタイプ産地は1952年に発見されたが、1960年代後半から生息地である洞窟で石灰岩の採掘が行われ、1972年に洞窟を含む丘ごと消滅したため、絶滅したと考えられていた。しかし、2011年から2015年にかけて地下浅層から採集された標本により、本種がタイプ産地付近の地下浅層に生息していることが確認された。
ツヤメクラチビゴミムシ属の2つの系統を埋める中間的な種として系統上、重要な種である。

## 形態
体長4.5-5.7mm。体色は全体に光沢のある赤褐色で、触角や脚は淡色である。体は比較的細長く、体表が微毛に覆われ、後翅と複眼は退化している。 本属の特徴としてオス交尾器陰茎（genitalia）の先端が鉤状となることが挙げられる。上翅の肩前縁が基部まで完全なことで、近縁種から区別される。

## 分布
高知県いの町(旧伊野町)にあった「大内洞」という石灰洞の固有種。本種の属するツヤメクラチビゴミムシ属(Ishikawatrechus)は四国に固有で、これまでに30種が記載されている。本種のタイプ産地は属の分布域のほぼ中央部に位置する。タイプ産地の大内洞は標高163mの丘の北面に開口する中規模の石灰洞だったが、 石灰岩の採掘によって丘ごと消失している。本種の生息地は、東西5.5km、南北2.5kmの狭い範囲に、系統の異なる4種のチビゴミムシ類が異所的に生息するという、洞窟生物学および生物地理学上、極めて重要な場所である。

## 生息環境
延長300m程の石灰洞洞奥の湿った場所、とくに粘土質の洞床部分によく観察されていた。タイプ産地南部の地下約0.3-1.0mの地下浅層からも見つかっている。

## 生活史
生活史はよくわかっていないが、肉食性で他の小動物を捕食すると考えられる。腐肉に誘引された例も知られている。